# Église Saint-Roger de Barletta
L'église Saint-Roger (italien : chiesa di San Ruggero) fait partie du complexe du couvent du même nom, situé Via Cialdini à Barletta. Le long de cette rue, il y a d'autres bâtiments religieux tels que l'église San Gaetano, Santa Maria della Vittoria et le Monte di Pietà. La dénomination actuelle du complexe du couvent ne correspond pas à celle d'origine. Le couvent appartenait à l'origine aux bénédictins et était dédié à saint Étienne. En 1861, avec la suppression des ordres monastiques, sa dénomination a été changée pour prendre celle de San Ruggero, évêque de Cannes et patron de la ville de Barletta. Actuellement, le couvent abrite des religieuses bénédictines. Le 30 décembre de chaque année, le saint est vénéré dans l'église avec une procession typique au cours de laquelle le buste argenté du patron de la ville est porté sur les épaules des fidèles.

## Histoire
Les origines du bâtiment où se trouvent aujourd'hui l'église et le couvent San Ruggero remontent au Xe siècle, même si la première mention certaine date de 1162. Le bâtiment a servi de siège à la cour criminelle et civile des Byzantins qui étaient installés dans la ville à cette époque et qui y sont restés jusqu'à l'arrivée des Normands vers 1071. L'église est encore connue pour abriter la dépouille de Saint Roger de Cannes.